# Storm Football Club
El Storm Football Club es un equipo de fútbol de los Estados Unidos, con sede social en el número 232 de Andalusia Avenue de Coral Gables (Florida), y que compite en la National Premier Soccer League, una de las ligas del sistema de ligas de fútbol de los Estados Unidos.
Disputa sus partidos como local en el Pembroke Pines Charter High School Stadium, con capacidad para 2000 espectadores de asiento, en Miramar. Anteriormente utilizó el Central Broward Regional Park de Lauderhill. 

## Historia
Fue fundado en el año 2013 para incorporarse a la National Premier Soccer League, donde compite en la Conferencia Sunshine de la Región Sur de la liga. Inter Florida Football Club